# ورزشگاه آناکلتو کامپانلا
ورزشگاه آناکلتو کامپانلا (انگلیسی: Estádio Anacleto Campanella) نام ورزشگاه تیم سائو کتانو است که در شهر	سائو کتانو دو سول در ایالت سائو پائولو برزیل واقع شده است.